# Celtic Frost

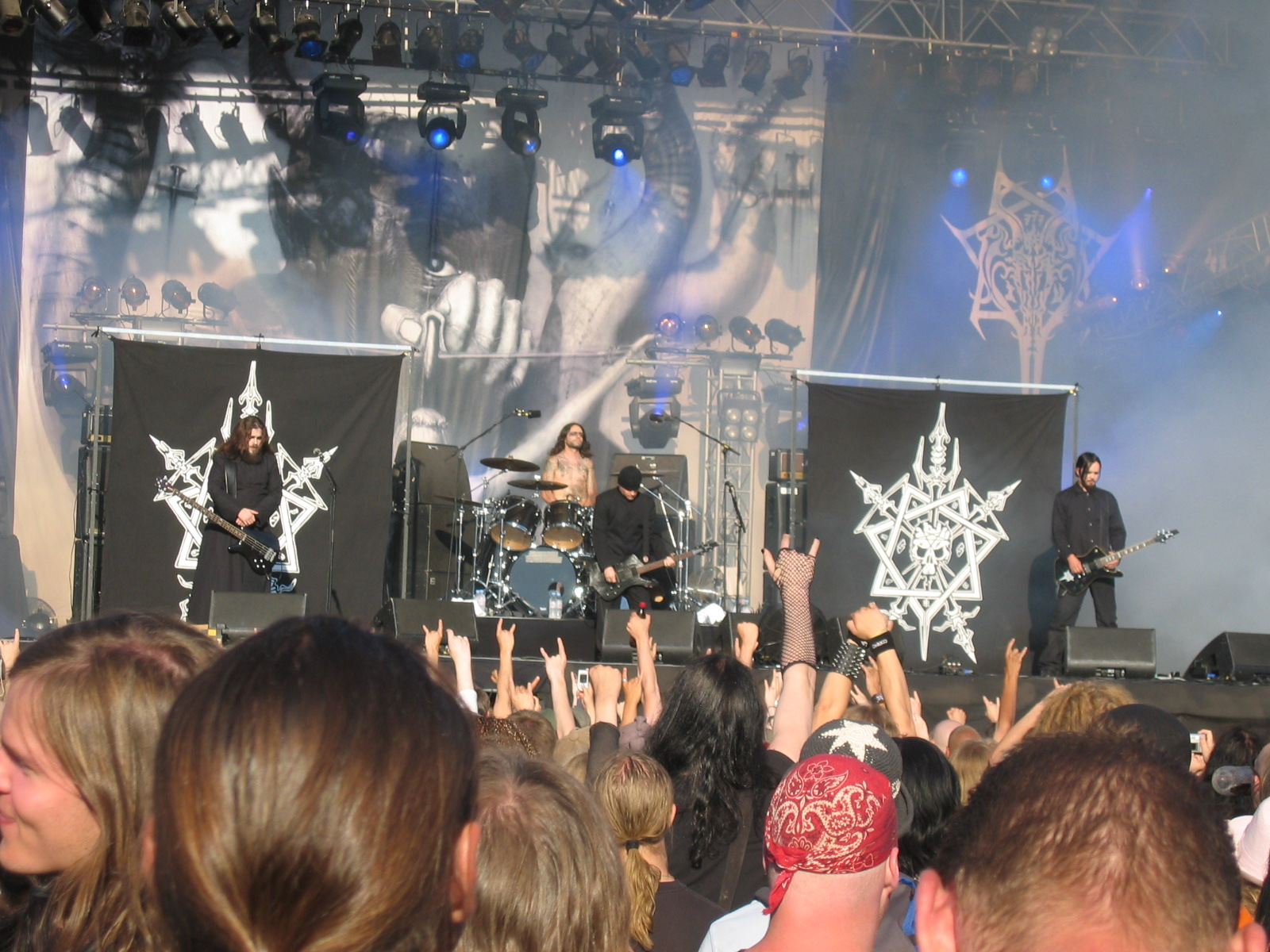
Celtic Frost in 2006

Celtic Frost, oorspronkelijk ontstaan in 1984, was een metalband uit het Zwitserse Zürich. Het was een uiterst vernieuwende band, die op veel thrash-, death- en blackmetalbands invloed uitoefende. De band werd gevormd door Thomas Gabriel Fischer en Martin Eric Ain na het stopzetten van Hellhammer.

## Geschiedenis
De band was geïnspireerd door heavymetalbands als Black Sabbath, Judas Priest en Venom. Ook werd de groep beïnvloed door de muziek van enkele gothicrockbands, zoals Bauhaus, Siouxsie and the Banshees en Christian Death. Verder was de hardcorepunkband Discharge van invloed op hun muziek.
De muziek van de band was in het begin meer thrash, black en death metal, maar op het laatste album Monotheist is een meer de invloed van doom en gothic metal te horen. 
Op 9 april 2008 stapte Thomas Gabriel Fischer uit de band. Daarop werd er op de officiële website een bericht geplaatst:
Fischer has left Celtic Frost due to the irresolvable, severe erosion of the personal basis so urgently required to collaborate within a band so unique, volatile, and ambitious.
Op 9 september 2008 berichtte Fischer en Ain dat de band voorgoed zou worden stopgezet.
Hierna vormde Fischer de band Triptykon. Deze band speelt materiaal van Celtic Frost tijdens optredens en brengt albums uit die als een opvolgers van Monotheist kunnen worden beschouwd. 

## Bandleden
- Thomas Gabriel Fischer - zang, gitaar (1984-1993, 2001-2008)
- Martin Eric Ain - bas, zang (1984-1985, 1985-1988, 1990-1993, 2001-2008)
- Franco Sesa - drums (2002-2008)

## Vorige bandleden
- Isaac Darso - drum (1984)
- Reed St. Mark – drums, percussie (1985-1988, 1992-1993)
- Curt Victor Bryant - bas, extra zang (1988-1990)
- Oliver Amberg – gitaar, extra zang (1988-1989)
- Dominic Steiner - bas op het album To Mega Therion (1985)
- Ron Marks – gitaar (1986-1990)
- Erol Uenala - gitaar (2001-2006)

## Overige leden/gasten
- Lisa Middelhauve (Xandria): gastvocals op Drown in Ashes
- Ravn (1349): extra vocals op Monotheist
- Simone Vollenweider: gastvocals op Monotheist
- Sigurd Wongraven (Satyricon): extra vocals op Monotheist
- Peter Tägtgren: extra zang op Monotheist en tweede producer van Monotheist
- Anders Odden: gitaar (alleen tijdens optredens; 2006-2007)
- V. Santura: gitaar  (alleen tijdens optredens; 2007-2008)

## Discografie
- Morbid Tales (1984)
- Emperor's Return (ep, 1985)
- To Mega Therion (1985)
- Tragic Serenades (ep, 1986)
- Into the Pandemonium (1987)
- Cold Lake (1988)
- Vanity/Nemesis (1990)
- Parched with Thirst Am I and Dying (compilatie, 1992)
- Monotheist (2006)